# Tanisha C. Ford
Tanisha C. Ford (née vers 1980) est une universitaire, historienne et autrice américaine. Elle est professeure au département d'Histoire du CUNY Graduate Center de l'Université de la ville de New York. Ford est une experte de l'histoire de la mode et de la culture noires. Elle est nommée parmi les 100 Afro-Américains les plus influents par The Root. Elle écrit pour plusieurs journaux.

## Carrière
Ford est professeure associée en études africaines et en Histoire à l'Université du Delaware. Elle travaille sur la mode et la culture des communautés noires. Ses recherches sont soutenues par l'Institute for Advanced Study, Harvard Radcliffe Institute, Ford Foundation, Andrew W. Mellon Foundation, the Schomburg Center for Research in Black Culture, et l'University of London’s School of Advanced Study.
Elle a écrit plusieurs ouvrages. Parmi eux, son livre Liberated Threads: Black Women, Style, and the Global Politics of Soul remporte le prix 2016 de la Liberty Legacy Foundation du meilleur livre sur l'Histoire des droits civils de l'Organisation des historiens américains.
En 2019, elle est nommée parmi les 100 Afro-Américains les plus influents par The Root.
Elle collabore avec plusieurs journaux, dontThe Atlantic, le New York Times, The Root, Elle.com et Aperture.

## Œuvres
- Tanisha C. Ford, Kwame Brathwaite et Deborah Willis, Kwame Brathwaite: Black is Beautiful, New York, Aperture, 2019 (ISBN 978-1-59711-443-1, OCLC 1050337685)
- Tanisha C. Ford, Dressed in Dreams: A Black Girl's Love Letter to the Power of Fashion, New York, St. Martin's Press, 2019 (ISBN 978-1-250-17353-9, OCLC 1048934763)
- Tanisha C. Ford, Liberated Threads: Black Women, Style, and the Global Politics of Soul, Chapel Hill, North Carolina, The University of North Carolina Press, 2015 (ISBN 978-1-4696-2517-1, OCLC 921988661)
- (en) Tanisha C. Ford, The Other Special Relationship: Race, Rights, and Riots in Britain and the United States, New York, Palgrave Macmillan, 2015, 207–224 p. (ISBN 978-1-137-39270-1, DOI 10.1057/9781137392701_9, lire en ligne [archive du 12 février 2022]), « Violence at Desmond’s Hip City: Gender and Soul Power in London »
- (en) Tanisha C. Ford, « Finding Olive Morris in the Archive: Reflections on the Remembering Olive Collective and Community History », The Black Scholar, vol. 46, no 2,‎ 2016, p. 5–18 (DOI 10.1080/00064246.2016.1147937, S2CID 148436220, lire en ligne [archive du 26 janvier 2022] , consulté le 26 janvier 2022)